# Nguyễn Thị Ngọc Phượng
Giáo sư Bác sĩ Nguyễn Thị Ngọc Phượng (sinh năm 1944) là một nhà y khoa nổi tiếng người Việt Nam; hiện là Phó Chủ tịch Hội nạn nhân chất độc da cam/đioxin Việt Nam, Phó Chủ tịch Ủy ban Mặt trận Tổ Quốc Việt Nam Quận 2. Bà nguyên là Giám đốc Bệnh viện Từ Dũ (Thành phố Hồ Chí Minh), Viện trưởng Viện Tim TP. Hồ Chí Minh.. Bà cũng là một chính khách, từng là Đại biểu Quốc hội khóa VII, Phó Chủ tịch Quốc hội khóa VIII, Phó Chủ nhiệm Ủy ban đối ngoại Quốc hội khóa 1992 - 1997, Phó Chủ tịch Ủy ban Mặt trận Tổ quốc Việt Nam TP. Hồ Chí Minh. Để tôn vinh những đóng góp và thành tựu của bà trong lĩnh vực sản phụ khoa, Nhà nước Việt Nam đã phong tặng cho bà danh hiệu Anh hùng Lao động và Thầy thuốc Nhân dân.

## Thân thế và khởi đầu y nghiệp
Bà sinh năm 1944 tại Biên Hòa (nay thuộc tỉnh Đồng Nai). Nguyên quán của bà tại làng Tăng Nhơn Phú, tổng An Thủy, quận Thủ Đức, tỉnh Gia Định (nay là phường Tăng Nhơn Phú B, thành phố Thủ Đức, Thành phố Hồ Chí Minh).
Bà sinh ra trong một gia đình nghèo, cha làm công nhân đồn điền cao su của Pháp. Năm lên 8 tuổi, bà mắc một cơn bạo bệnh, nhờ một bác sĩ người Pháp chữa khỏi bệnh, từ đó hình thành quyết tâm sẽ trở thành bác sĩ hành nghề cứu người trong bà.
Cuộc sống gia đình khó khăn, cha mẹ đưa các anh chị em lên đồn điền cao su Chup (Kompong Chàm, Campuchia) mong kiếm sống. Riêng bà được bà ngoại bắt ở lại Biên Hòa để nuôi dạy.. Nhờ sự cưu mang của bà ngoại, vài năm sau đó, bà đã thi đậu vào Trường Nữ Trung học Gia Long (Sài Gòn).
Để đạt được ước mơ vào trường y, bấy giờ chỉ đào tạo sinh viên bằng tiếng Pháp, bà bắt đầu tự học tiếng Pháp qua tài liệu. Do hoàn cảnh gia đình quá khó khăn, cha mẹ từng viết thư khuyên bà thi vào trường sư phạm, vốn dễ hơn và có nhiều ưu đãi hơn thời bấy giờ. Để chiều lòng cha mẹ, bà đành nộp đơn dự thi vào trường sư phạm. Mặc dù vậy, sau khi tốt nghiệp bậc Trung học, bà vẫn tham dự kỳ thi lớp dự bị y khoa và đứng hạng thứ 6 trong tổng số học sinh toàn miền nam thi vào Trường Đại học Y khoa Sài Gòn.
Bấy giờ, gia đình bà từ Chup trở về, thất nghiệp. Hoàn cảnh gia đình quá khó khăn, bà từng có ý định bỏ học để đi làm phụ giúp gia đình. Tuy nhiên, nhờ sự động viên của cha: "Con cứ đi học. Ngày nào ba còn sống thì con không phải bỏ học", cùng với khát khao mạnh mẽ được làm bác sĩ cứu người, bà tiếp tục việc học. Để đạt được ước mơ và giúp gia đình của mình, bà đã làm bất cứ công việc lương thiện nào có thể kiếm ra tiền, từ việc đi giao gạo và than... cho đến dạy kèm; chỉ để dành thời gian học bài vào ban đêm.

## Y nghiệp một đời
Khi bắt đầu học phân ngành, bà chọn theo ngành sản khoa. Bà tốt nghiệp Bác sĩ y khoa năm 1970. Tuy nhiên, bà vẫn tiếp tục học sau đại học thêm 4 năm trong hoàn cảnh khó khăn của gia đình. Năm 1973, bà lấy chứng chỉ tương đương Tiến sĩ y khoa Hoa Kỳ. Năm 1974, bà tốt nghiệp sau đại học chuyên ngành phụ khoa.
Bà là đại biểu Quốc hội các khóa VII, VIII, IX; Phó Chủ nhiệm Ủy ban y tế và xã hội của Quốc hội khóa VII, Phó Chủ tịch Quốc hội khóa VIII; Phó Chủ nhiệm Ủy ban đối ngoại của Quốc hội khóa IX.
GS Bác sĩ Nguyễn Thị Ngọc Phượng đã được đảm nhận các trọng trách:
Giám đốc Bệnh viện phụ sản Từ Dũ, Giám đốc Bệnh viện Tim của Thành phố Hồ Chí Minh, Phó Chủ nhiệm Bộ môn phụ sản, Trường Đại học Y Dược Thành phố Hồ Chí Minh, Phó Chủ tịch Hội Liên hiệp Phụ nữ thành phố, Phó Chủ tịch Mặt trận Tổ quốc Việt Nam Thành phố Hồ Chí Minh, Phó Chủ tịch Mặt trận Tổ quốc Việt Nam Quận 2.
Bà đã đóng góp nhiều công lao, trí tuệ cùng tập thể bác sĩ, y sĩ, công nhân viên xây dựng Bệnh viện Từ Dũ trở thành đơn vị Anh hùng Lao động thời kỳ đổi mới, xứng đáng là bệnh viên chuyên khoa đầu ngành về sản phụ khoa, chỉ đạo tuyến 32 tỉnh, thành phố phía Nam.
Dù ở cương vị hoạt động xã hội nào, bà cũng say sưa nghiên cứu khoa học, luôn luôn là thầy thuốc - mẹ hiền mang lại niềm vui, hạnh phúc cho nhiều gia đình Việt Nam và cho cả nước bạn.
Nhắc đến GS.BS Nguyễn Thị Ngọc Phượng người ta thường nhắc đến công trình "thụ tinh trong ống nghiệm" mà bà đã học hỏi, dày công nghiên cứu nhiều năm ở nước ngoài, bỏ cả tiền túi để mua thiết bị về Việt Nam áp dụng tại BV Từ Dũ. Công trình này đã đem lại niềm vui cho biết bao nhiêu gia đình hiếm muộn. Họ gọi bà là " Bà Tiên ", đã đem hy vọng đến cho gia đình họ
Tháng 8/1997, những phôi thai đầu tiên của Việt Nam đã đặt vào trong ống nghiệm thành công.
Ngày 30/4/1998, ba đứa bé từ trong ống nghiệm đã được chào đời, đúng ngày kỷ niệm 23 năm miền Nam hoàn toàn giải phóng.
Bà là người đầu tiên mang kỹ thuật nội soi trong phụ khoa về Việt Nam. Nhờ sự giúp đỡ của Pháp, Khoa nội soi của bệnh viện Từ Dũ được thành lập và đến nay, công trình này được công nhận là đứng đầu trong nước về kỹ thuật nội soi phụ khoa.

## Một số công trình nghiên cứu
Trong 25 năm nghiên cứu và thực tiễn bà đã hoàn thành xuất sắc hàng chục đề tài có giá trị như:
- Ảnh hưởng của chất độc hóa học trên sức khỏe phụ nữ và các biện pháp khắc phục;
- Phát hiện sớm điều trị ung thư cổ tử cung;
- Áp dụng phương pháp miễn dịch me TBG để chẩn đoán và theo dõi sự phát triển của thai nhi;
- Đặc điểm sinh lý của phụ nữ tuổi mãn kinh…

## Vinh danh
Năm 1994, Bà được Tổng thống Pháp ký phong hàm giáo sư y khoa
Năm 2000, GS Bác sĩ Nguyễn Thị Ngọc Phượng được Nhà nước phong tặng danh hiệu Anh hùng Lao động. 

## Câu nói nổi tiếng
Do một số bất đồng và mâu thuẫn với người chồng trước của bà. Chồng bà chỉ chấp nhận bảo lãnh hai con gái lớn sang Pháp. Tại thời điểm này, Bà đã có những phát biểu nổi tiếng lúc bấy giờ.
| “ | Tôi và các con không đi theo sự bảo lãnh của chồng tôi vì tôi nghĩ các con tôi ở lại Việt Nam sẽ có một tương lai tốt hơn, trong một xã hội công bằng hơn và tôn trọng giá trị thực của con người hơn. | ” |
| — | |   |

| “ | khi ta mới sinh ra, thì ta khóc, mọi người nhìn ta mỉm cười, hãy sống sao cho đến khi ta chết, mọi người nhìn ta khóc, còn ta thì mỉm cười | ” |
| — | |   |

## Gia đình
Bà lập gia đình khi còn đang học Đại học Y khoa. Chồng bà là Bác sĩ Vương Ngọc Phát. Bà và Bác sĩ Phát đã li dị một thời gian sau khi Bác sĩ Phát đi tu nghiệp ở Pháp năm 1974. Bác sĩ Vương Ngọc Phát đã qua đời tại Mỹ năm 2003. Ông bà có với nhau 2 người con gái. Sau này, Bà còn có thêm 1 người con gái thứ 3. Chi tiết này còn nhiều vấn đề ít được biết đến và không rõ ràng trong cuộc đời của Bà. Người con gái đầu sinh năm 1970, là một bác sĩ răng hàm mặt tại Mỹ. Người con gái em út theo nghề luật sư cũng tại Mỹ.
Con gái giữa, Vương Thị Ngọc Lan, sinh năm 1971, cũng là một bác sĩ sản phụ khoa có tiếng tại Việt Nam trong lĩnh vực thụ tinh ống nghiệm, từng được trao Giải thưởng Kovalevskaya cho tập thể nữ lao động sáng tạo năm 1998.
Con rể bà, chồng bác sĩ Lan, bác sĩ Hồ Mạnh Tường từng chuyên làm công việc thư ký va phiên dịch cho bà, sau đó đã được cử nhiệm vai trò Trưởng khoa Hiếm muộn vô sinh của Bệnh viện Phụ sản Từ Dũ. Hiện nay bác sĩ Hồ Mạnh Tường cũng là một bác sĩ tên tuổi trong lãnh vực hỗ trợ sinh sản và thụ tinh trong ống nghiệm.
Bà có một người con gái nuôi cũng là một bác sĩ, chuyên khoa tâm thần tại Thành phố Hồ Chí Minh.